# James Poe
James Poe (* 4. Oktober 1921 in Dobbs Ferry, New York; † 24. Januar 1980 in Los Angeles County, Kalifornien) war ein US-amerikanischer Drehbuchautor.

## Leben
Vor seiner Karriere im Filmgeschäft studierte James Poe an der St. John’s College in Annapolis, im US-Bundesstaat Maryland.
Sein erstes Drehbuch verfasste er 1948 für das Filmdrama Close-Up. In den Jahren 1955 und 1956 arbeitete er an zwei Projekten des Regisseurs Robert Aldrich mit. 1957 gewann er den Oscar in der Kategorie Bestes Drehbuch für die Literaturverfilmung In 80 Tagen um die Welt. Zwei Jahre darauf wurde er erneut für den Oscar nominiert, dieses Mal für sein Drehbuch zu Die Katze auf dem heißen Blechdach. Zwei weitere Oscarnominierungen folgten 1964 und 1970. Seine drei letzten Arbeiten als Drehbuchautor erfolgten für Fernsehproduktionen, die letzte wurde unter dem Titel Hotel am See posthum 1992 realisiert.
Von 1969 bis 1978 war James Poe mit der Schauspielerin Barbara Steele verheiratet. Gemeinsam haben sie ein Kind.

## Filmografie (Auswahl)
- 1952: Paula (Paula)
- 1952: Skandalblatt (Scandal Sheet)
- 1955: Hollywood-Story (The Big Knive)
- 1956: Ardennen 1944 (Attack)
- 1956: In 80 Tagen um die Welt (Around the World in Eighty Days)
- 1958: Die Katze auf dem heißen Blechdach (Cat on a Hot Tin Roof)
- 1958: Der letzte Zug von Gun Hill (Last Train from Gun Hill)
- 1961: Sommer und Rauch (Summer and Smoke)
- 1963: Lilien auf dem Felde (Lilies of the Field)
- 1963: Puppen unterm Dach (Toys in the Attic)
- 1965: Zwischenfall im Atlantik (The Bedford Incident)
- 1969: Nur Pferden gibt man den Gnadenschuß (They Shoot Horses, Don’t They?)